# Халипов, Вячеслав Филиппович
Вячеслав Филиппович Халипов (3 июня 1930, Могилёв — 7 февраля 2016) — советский и российский учёный. Генерал-майор авиации, заслуженный деятель науки Российской Федерации (1999).

## Биография
Окончил Воронежское суворовское училище (1948), Ленинградское пехотное училище имени С. М. Кирова (1950), Военно-политическую академию имени В. И. Ленина (1957) и её адъюнктуру (1964).
После окончания пехотного училища служил на различных офицерских должностях, начиная от командира взвода.
С 1964 г. работал в Военно-политической академии имени В. И. Ленина: преподаватель, старший преподаватель, в 1971—1978 гг. — начальник научно-исследовательского отдела.
Доктор философских наук (1972, тема диссертации «Марксизм-ленинизм о мировой цивилизации и решающей роли социализма в её защите»).
В 1978—1986 гг. — начальник кафедры философии Военно-воздушной инженерной академии. В 1986 г. уволен из армии в звании генерал-майора авиации.
В 1986—1992 гг. — заведующий кафедрой Академии общественных наук при ЦК КПСС.
С 1992 г. — заведующий кафедрой социологии, политологии и права Московской государственной академии приборостроения и информатики; с 2000 г. — заведующий кафедрой кратологии Института экономики и культуры и Московского нового юридического института.
Автор 36 книг (монографий, учебников, словарей), в том числе:
- «Власть. Основы кратологии» (1995),
- «Введение в науку о власти» (1996),
- «Кратологический словарь» (1997),
- «Кратология как система наук о власти» (1999).

## Награды и звания
Заслуженный деятель науки Российской Федерации (1999). Награждён орденом Красной Звезды и 17 медалями.